# Wolni (album)
Wolni – album solowy Beaty Molak wydany w 1990 roku nakładem Polskich Nagrań „Muza”. Był to autorski album z muzyką Marka Bychawskiego i tekstami Justyny Holm, z wyjątkiem ballady „Love Laced With Blues” autorstwa Jerzego Siemasza. Nagrań dokonano w studiu „Malachitowa” w listopadzie 1989, realizatorem był Mikołaj Wierusz. Autorem okładki jest Mirosław Makowski.

## Lista utworów
| A1 | Na pewno wpadnę            | 3:30 |
| A2 | Idę tam gdzie chcesz       | 4:00 |
| A3 | Wolni                      | 4:30 |
| A4 | To tylko życie             | 3:30 |
| A5 | Bo ja dla ciebie           | 3:15 |
| B1 | Orfeusz spod trzysta dwa   | 5:10 |
| B2 | Nie usypiaj                | 3:10 |
| B3 | Lekcja - czyli naga prawda | 3:25 |
| B4 | Bądź sobą                  | 3:35 |
| B5 | Love Laced With Blues      | 4:10 |

## Twórcy
- Beata Molak – wokal,
- Anna B (A3, B3), Lora Szafran (A1-A5, B3, B4), Mieczysław Szcześniak (A1-A4, B4), Dorota Szpetkowska (A1, A2, B3, B4) – chórki,

- Andrzej Łukasik – bas,
- Krzysztof Woliński – gitara,
- Zbigniew Jakubek – instrumenty klawiszowe,
- Krzysztof Zawadzki – perkusja,
- Adam Wendt – saksofon tenorowy,
- Marek Bychawski – trąbka, aranżacje.